# ارکید فقیر (شیزانتوس)
ارکید فقیر (شیزانتوس) (نام علمی: Schizanthus) نام یک سرده از خانواده بادنجانیان است.